# Сплеск вуглецю-14 у 993–994 роках

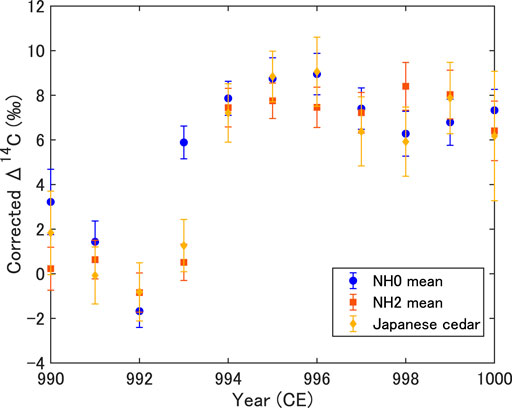
Рис. 1: Помітно сплеск вуглецю-14, який припадає на 993—994 роки. Кольорові точки унаочнюють досліджуваний регіон навколо Швеції (NH0) і Японії (NH2); жовті унаочнюють японський кедр, проаналізований у дослідженні.

Сплеск вуглецю-14 у 993—994 роках — різке збільшення вмісту ізотопу вуглецю-14 (14C) на 0,91 % у кільцях дерев, датоване 993—994 роками нашої ери. Подія, яка його спричинила (подія Міяке), супроводжувалася також збільшенням концентрації берилію-10 (10Be) у зразках кернів антарктичного льоду. Це підтверджує гіпотезу про те, що ця подія була пов'язана з активністю Сонця. Кількість вуглецю-14, що виникла внаслідок цієї події, оцінено в (5,3 ± 0,5) × 1026 атомів (у 1,8 ± 0,2 раза більшу за їхню середню генерацію за рік).
Відтоді було кілька астрономічних спостережень, які відповідають сплескам ізотопів 14C і 10Be, але їхніх описів небагато.
У 2021 році вийшла наукова стаття, у якій стрибок вуглецю-14 у 993—994 роках було використано як критерій у дендрохронології (дослідження деревних кілець) з метою точно визначити, що вікінги відвідували Л'Анс-окс-Медоуз на Ньюфаундленді рівно 1000 років тому, у 1021 році нашої ери.

## Історичні спостереження
Гіпотезу про потужну сонячну бурю значною мірою підтверджують кілька свідчень про полярні сяйва, які спостерігалися наприкінці 992 року в Кореї, Німеччині та Ірландії, у яких зазвичай згадується червоне небо — імовірно, це й були потужні полярні сяйва. Ці історичні спостереження не є неспростовним доказом причини сплеску вуглецю-14 у 993—994 роках, але вони вказують на потужну сонячну подію, яка припала на кінець 992 року, оскільки вони були зареєстровані протягом відносно короткого часу.
Згідно з одним із текстів, на Корейському півострові у період між груднем 992 і січнем 993 року однієї ночі відкрилися «райські ворота».
На території сучасної Саксонії наприкінці 992 року кілька разів спостерігали полярне сяйво. Зафіксовано, що 21 жовтня 992 року тричі спостерігалося почервоніння неба. 26 грудня 992 року спостерігалося світло, яскраве, як сонце, яке тривало протягом години, потім небо почервоніло і світло повністю зникло.
Згідно з історичними текстами, у регіоні Ольстер на території сучасної Ірландії 26 грудня 992 року небо було «криваво-червоне» і «вогняного відтінку».

## Подібні події
Сплеск вуглецю-14 у 993—994 роках був одним із небагатьох добре задокументованих подій, пов'язаних зі сплесками вуглецю-14. Більш ніж на 200 років до цієї події, у 774 році, стався значно потужніший сплеск вуглецю-14, приблизно в 1,7 раза сильніший, ніж подія 993—994 років. Обидві ці події супроводжувалися сплесками берилію-10 — це підтверджує версію про те, що вони були результатом сильної сонячної активності.